# Bjursjön, Södermanland
Bjursjön är en sjö i Gnesta kommun i Södermanland och ingår i Svärtaåns huvudavrinningsområde. Sjön har en area på 0,0753 kvadratkilometer och ligger 41,3 meter över havet.

## Delavrinningsområde
Bjursjön ingår i det delavrinningsområde (653943-158396) som SMHI kallar för Utloppet av Stortrön. Medelhöjden är 49 meter över havet och ytan är 6,84 kvadratkilometer. Det finns ett avrinningsområde uppströms, och räknas det in blir den ackumulerade arean 7,94 kvadratkilometer. Vattendraget som avvattnar avrinningsområdet har biflödesordning 2, vilket innebär att vattnet flödar genom totalt 2 vattendrag innan det når havet efter 37 kilometer. Avrinningsområdet består mestadels av skog (81 procent). Avrinningsområdet har 1,01 kvadratkilometer vattenytor vilket ger det en sjöprocent på 14,7 procent. Bebyggelsen i området täcker en yta av 0,18 kvadratkilometer eller 3 procent av avrinningsområdet.